# Артур Норис
Артур Норис (енгл. Arthur B. J. Norris) је био британски тенисер, освајач две бронзане медаље на Олимпијским играма 1900. у Паризу.
Норис је учествовао појединачно и у игри мушких парова са земљаком Harold Mahoney. У оба такмичења је изгубио у полуфиналу. На турниру се нису играли мечеви за треће место, па су поражени у полуфинали добијали по бронзану медаљу.
После игара, Норис је четири пута учествовао на турниру у Вимблдону - 1901, 1902, 1903. и 1904. стигавши три пута до другог кола.